# 浙江大学经济学院
浙江大学经济学院是浙江大学的一所学院，属于社会科学学部。现有经济学系、金融学系（金融学院）、国际经济学系（对外经济贸易学院）、财政学系，劳动经济学系5个学系。该学院是中国经济学年会理事单位之一。

## 概况
学院有经济学、金融学、国际经济与贸易学、财政学4个本科专业，开设经济学拔尖班（辅修数学）和数字金融班（数学双学位），与威斯康星大学麦迪逊分校开设“3+1+1”本硕境外学位，与加州大学等有交换项目。有理论经济学、应用经济学2个一级学科硕士授予权，金融、国际商务、税务为新增的3个专业学位硕士点，与哥伦比亚大学，威斯康星大学麦迪逊分校等知名高校开办双硕士项目。理论经济学和应用经济学为一级学科博士授予权；有政治经济学、西方经济学、世界经济、劳动经济学、国际贸易、产业经济学、企业管理（共享）等10个二级学科博士点。
现有政治经济学1个国家重点（培育）学科，理论经济学、应用经济学两个博士后流动站。
现有在职教职工118人，形成了教授-副教授-百人计划研究员组成的高水平教学研究团队。截至2024年4月，有世界计量经济学会会士两人（张俊森，陈松年），文科资深教授两人（张俊森，史晋川），教育部长江学者，文科领军人才若干。现任院长为张俊森。
截至2024年，学院在国内外评估中取得优异成绩。在教育部第五轮学科评估中，理论经济学和应用经济学均为A类学科。学院ESI 排名位居全球前1%，中国内地第六。在QS，THE，软科和USNEWS排名中，经济学科均位居全球前100位，中国大陆前六。

## 研究机构
共有15个研究机构，其中8个研究所，7个研究中心：
- 研究所：经济研究所、产业经济研究所、金融研究所、证券期货研究所、国际经济研究所、国际商务研究所、财政研究所、法与经济研究所
- 教育部人文社科重点研究基地和国家哲学社会科学创新研究基地（A类）“浙江大学民营经济研究中心”
- 国家哲学社会科学创新研究基地（B类）浙江大学跨学科社会科学研究中心
- 浙江省社会科学重点研究基地“区域经济开放与发展研究中心”
- 浙江大学金融研究院
- 浙江大学江万龄国际经济与金融投资研究中心
- 浙江大学儒商与东亚文明研究中心
- 浙江大学产业与空间研究中心